# Distrito de Szob
El distrito de Szob (húngaro: Szobi járás) es un distrito húngaro perteneciente al condado de Pest.
En 2013 tiene 24 487 habitantes. Su capital es Szob.

## Municipios
El distrito tiene 2 ciudades (en negrita) y 15 pueblos (población a 1 de enero de 2013):
- Bernecebaráti (904)
- Ipolydamásd (352)
- Ipolytölgyes (417)
- Kemence (990)
- Kismaros (2093)
- Kóspallag (751)
- Letkés (1119)
- Márianosztra (878)
- Nagybörzsöny (744)
- Nagymaros (4756)
- Perőcsény (289)
- Szob (2806) – la capital
- Szokolya (1810)
- Tésa (78)
- Vámosmikola (1644)
- Verőce (3643)
- Zebegény (1213)